# The Road Ahead
The Road Ahead (A Estrada do Futuro no Brasil) é um bestseller escrito pelo empresário Bill Gates em colaboração com Nathan Myhrvold e Peter Rinearson. Publicado em 1995 pela Viking Press, o livro aborda temas da revolução dos computadores pessoais e foi consagrado pelo New York Times permanencendo na lista de bestsellers por sete semanas. O livro vendeu cerca de 2,5 milhões de exemplares somente nos Estados Unidos.
O livro teve algumas edições especiais, todas acompanhadas de um CD-ROM no qual estavam contidas informações complementares sobre a Internet. O livro foi traduzido em várias línguas ao redor do mundo por várias editoras, principalmente na China. O sucesso imediato resultou no lançamento de outro livro de Bill Gates 4 anos depois.